# Bergleshof
Bergleshof ist ein Gemeindeteil der Stadt Stadtsteinach im Landkreis Kulmbach (Oberfranken, Bayern). Bergleshof liegt in der Gemarkung Stadtsteinach.

## Geografie
Die Einöde liegt auf dem Ochsenberg, einem Höhenrücken des Frankenwaldes, in einer Waldlichtung. Es entspringt dort der Bergleshofer Bach, ein linker Zufluss der Unteren Steinach. Eine Gemeindeverbindungsstraße führt nach Stadtsteinach (2,5 km südwestlich) bzw. nach Triebenreuth (1,6 km nordöstlich).

## Geschichte
Gegen Ende des 18. Jahrhunderts bestand Bergleshof aus einem Ganzhof. Das Hochgericht übte das bambergische Centamt Stadtsteinach aus. Das Kastenamt Stadtsteinach war Grundherr des Anwesens. Zu dem Hof gehörten eine Schäferei, umfangreiche Waldgebiete und Ackerland.
Mit dem Gemeindeedikt wurde Bergleshof dem 1808 gebildeten Steuerdistrikt Stadtsteinach und der 1811 gebildeten Ruralgemeinde Stadtsteinach zugewiesen.

### Einwohnerentwicklung
| Jahr      | 001818 | 001819 | 001861 | 001871 | 001885 | 001900 | 001925 | 001950 | 001961 | 001970 | 001987 |
| Einwohner |        | 11     | 19     | 21     | 35     | 27     | 22     | 34     | 25     | 12     | 8      |
| Häuser    | 2      |        |        |        | 4      | 4      | 4      | 3      | 4      |        | 2      |
| Quelle    | [ 7 ]  | [ 10 ] | [ 11 ] | [ 12 ] | [ 13 ] | [ 14 ] | [ 15 ] | [ 16 ] | [ 17 ] | [ 18 ] | [ 1 ]  |

## Religion
Bergleshof ist katholisch geprägt und nach St. Michael (Stadtsteinach) gepfarrt.